# Dynamite!! 〜勇気のチカラ2008〜
Dynamite!! 〜勇気のチカラ2008〜（ダイナマイト ゆうきのチカラ にせんはち）は、日本の格闘技イベント「Dynamite!! 〜勇気のチカラ〜」の大会の一つ。2008年12月31日、埼玉県さいたま市のさいたまスーパーアリーナで開催された。
パチンコ器械メーカーのFieLDSが冠スポンサー。TBSで同日夜7時より放送された。CMでは「CR新世紀エヴァンゲリオン 〜最後のシ者〜」のCMが頻繁に流れた。

## 大会概要
メインイベントとして桜庭和志 vs. 田村潔司の対戦が実現した。この対戦は2人のUWFインター時代以来12年振りであり、2003年以降大晦日に対戦が取り沙汰されていたものの、田村が断り続けていたという経緯がある。
他にもK-1甲子園の準決勝・決勝が行われた。
マーク・ハントと対戦予定であったジェロム・レ・バンナがインフルエンザにより欠場となり、メルヴィン・マヌーフが緊急出場した。また、セミファイナルでJ.Z.カルバンと対戦予定であったヨアキム・ハンセンは前日会見後の練習中に頭部を強打し病院に搬送され、脳震盪の症状が出ているとの診断でドクターストップとなった。
この大会では、K-1ルールでK-1 vs DREAMの図式での対戦カードが3試合組まれた。いずれもDREAMを主戦場にしている選手が勝利した。

## 試合結果
オープニングファイト K-1甲子園 リザーブマッチ 62kg契約 3分3R
○  平塚大士 vs.  佐々木大蔵 ×
2R 1:00 KO（右フック）
第1試合 DREAMルール 無差別級 1R10分・2R5分
○  ミノワマン vs.  エロール・ジマーマン ×
1R 1:01 足首固め
第2試合 K-1甲子園 準決勝 62kg契約 3分3R
○  卜部功也 vs.  日下部竜也 ×
3R 2:29 TKO（ドクターストップ：鼻からの出血）
※卜部が決勝進出。
第3試合 K-1甲子園 準決勝 62kg契約 3分3R
○  HIROYA vs.  嶋田翔太 ×
3R終了 判定3-0（30-29、30-29、30-29）
※HIROYAが決勝進出。
第4試合 K-1ルール ミドル級（71kg契約） 3分3R（延長1R）
○  アルトゥール・キシェンコ vs.  佐藤嘉洋 ×
3R終了 判定2-0（30-29、29-28、29-29）
第5試合 DREAMルール ライト級（68kg契約） 1R10分・2R5分
○  中村大介 vs.  所英男 ×
1R 2:43 腕ひしぎ十字固め
第6試合 DREAMルール ウェルター級（75kg契約） 1R10分・2R5分
○  アンディ・オロゴン vs.  坂口征夫 ×
1R 3:52 KO（右アッパー→パウンド）
第7試合 K-1甲子園 決勝 62kg契約 3分3R（延長2分1R）
○  HIROYA vs.  卜部功也 ×
※HIROYAがトーナメント優勝。
延長R終了 判定3-0（10-9、10-9、10-9）
第8試合 DREAMルール ヘビー級 1R10分・2R5分 PRODUCED by DJ OZMA 〜Featuring ゆでたまご〜
○  ボブ・サップ vs.  キン肉万太郎 ×
1R 5:22 TKO（レフェリーストップ：スタンドパンチ連打）
第9試合 DREAMルール ヘビー級 1R10分・2R5分
○  セーム・シュルト vs.  マイティ・モー ×
1R 5:31 三角絞め
第10試合 DREAMルール ウェルター級（80kg契約） 1R10分・2R5分
○  桜井"マッハ"速人 vs.  柴田勝頼 ×
1R 7:01 TKO（レフェリーストップ：マウントパンチ）
第11試合 K-1ルール ミドル級 3分3R（延長1R）
○  川尻達也 vs.  武田幸三 ×
1R 2:47 KO（3ノックダウン：左フック）
第12試合 K-1ルール 無差別級 3分3R（延長1R）
○  アリスター・オーフレイム vs.  バダ・ハリ ×
1R 2:02 KO（左フック）
第13試合 DREAMルール ヘビー級 1R10分・2R5分
○   ミルコ・クロコップ vs.  チェ・ホンマン ×
1R 6:32 KO（左ローキック）
第14試合 K-1ルール 無差別級 3分3R（延長1R）
○  ゲガール・ムサシ vs.  武蔵 ×
1R 2:32 KO（3ノックダウン：パンチ連打）
第15試合 DREAM特別ルール 無差別級 5分3R
○  メルヴィン・マヌーフ vs.  マーク・ハント ×
1R 0:18 KO（右フック→パウンド）
第16試合 DREAMルール ライト級 1R10分・2R5分
○  青木真也 vs.  エディ・アルバレス ×
1R 1:32 踵固め
第17試合 DREAMルール ライト級 1R10分、2R5分
－  ヨアキム・ハンセン vs.  J.Z.カルバン －
ハンセンの体調不良により中止
第18試合 DREAMルール ミドル級 1R10分・2R5分
○  田村潔司 vs.  桜庭和志 ×
2R終了 判定3-0

## 地上波放送

### 放送時間
- 大会当日の19:00 - 23:24に放送。前年は18:00 - 23:34の5時間34分の放送だったが、今回は放送時間枠を1時間10分縮小し、4時間24分に変更された。

### 出演者
メインキャスター
佐藤隆太、井上和香
キャスター
田丸麻紀、小林麻耶
K-1甲子園スペシャルサポーター
香里奈
解説
高阪剛、須藤元気
実況
福澤朗、初田啓介、小笠原亘、駒田健吾、藤森祥平、伊藤隆佑

### 視聴率
- 視聴率は1部(19:00 - 21:00)が11.8%、2部(21:30 - 23:00)が12.9%、3部(23:00 - 23:24)が8.4%と、FEG代表の谷川貞治が予想した15%以上到達どころか前年より下げる結果になった。その原因について谷川は、事前に出場を予定した魔裟斗、山本"KID"徳郁、宇野薫の負傷やジェロム・レ・バンナの直前での入院と主力選手が欠場するというマイナス材料が多かった点を挙げている[4]。関西地区のMBSでの平均視聴率は9.7%で、前年の13.4%より落とした。